# Ключинское муниципальное образование
Ключинское муниципальное образование — муниципальное образование со статусом сельского поселения в
Усть-Удинском районе Иркутской области России. Административный центр — Ключи. Глава образования с 2018 г. — Бескоровайная Оксана Николаевна, с 2005 г. муниципальное образование возглавляла Немчинова Виктория Петровна, затем, с 2013 г. — Джотян Ольга Александровна. Официальное СМИ — "Ключинский вестник".

## Демография
По результатам Всероссийской переписи населения 2010 года
численность населения муниципального образования составила 139 человек, в том числе 74 мужчины и 65 женщин.

## Населенные пункты
В состав муниципального образования входят населенные пункты
- Ключи[5]